# Puccinellia hackeliana
Puccinellia hackeliana är en gräsart som först beskrevs av Lev Melkhisedekovich Kreczetowicz, och fick sitt nu gällande namn av Lev Melkhisedekovich Kreczetowicz och Drobov. Puccinellia hackeliana ingår i släktet saltgrässläktet, och familjen gräs. Inga underarter finns listade i Catalogue of Life.